# Odontoceto
Odontoceto är en udde i Antarktis. Den ligger i Sydshetlandsöarna. Argentina, Chile och Storbritannien gör anspråk på området.
Terrängen inåt land är huvudsakligen platt, men den allra närmaste omgivningen är varierad. Havet är nära Odontoceto norrut. Trakten är obefolkad. Det finns inga samhällen i närheten. 